# Osiedle im. Carla Legiena

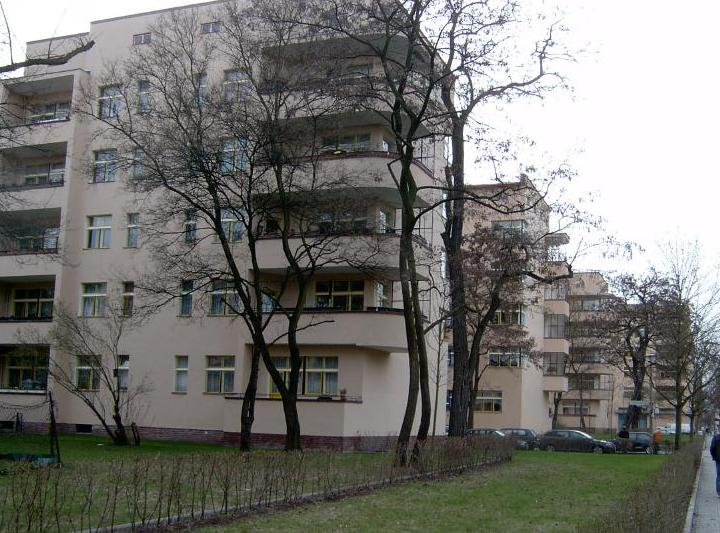
Osiedle im. Carla Legiena

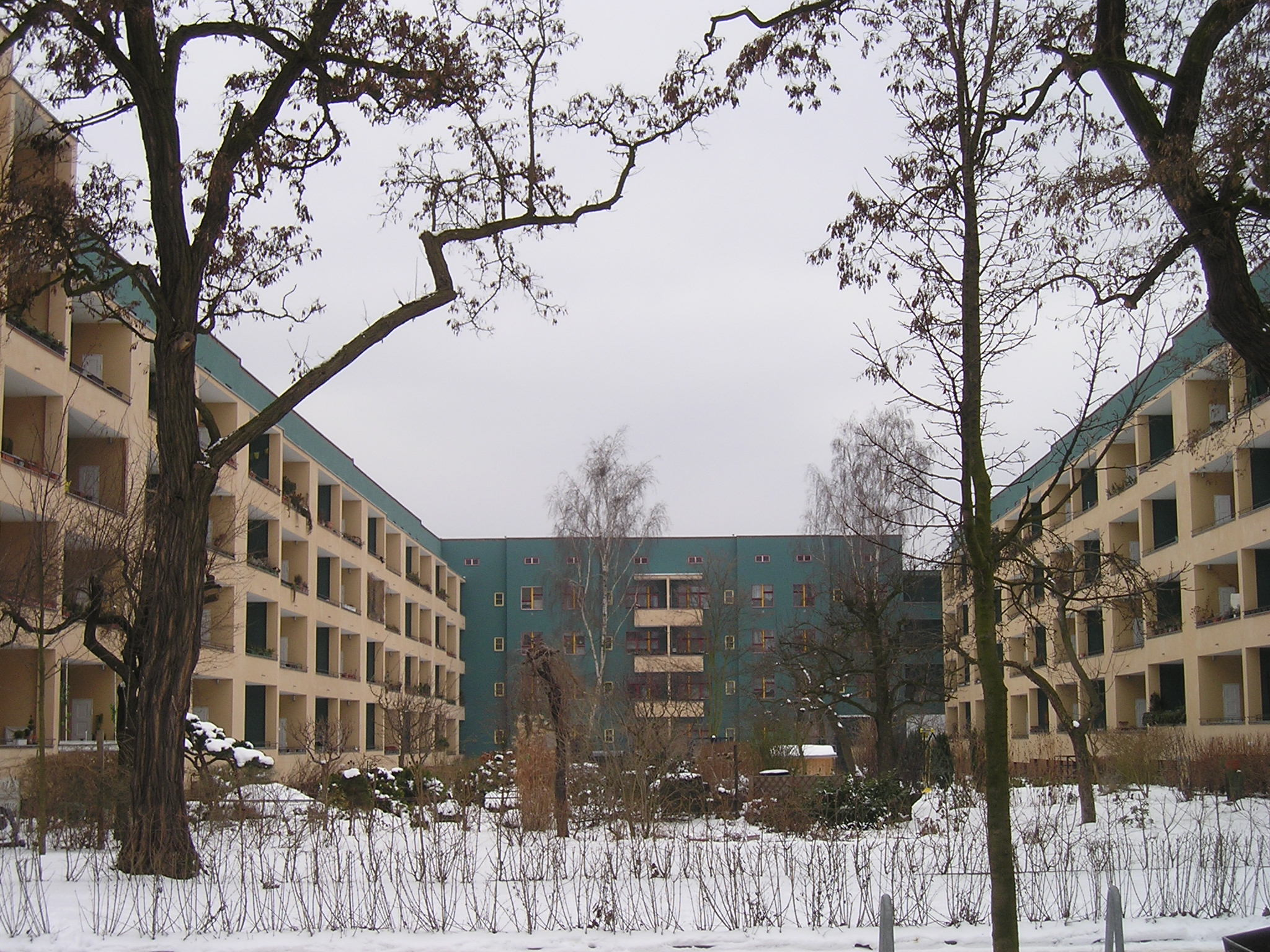
Osiedle im. Carla Legiena

Osiedle im. Carla Legiena (niem. Wohnstadt Carl Legien) – modernistyczne osiedle domów mieszkalnych (miasto-sypialnia) w Berlinie, w okręgu administracyjnym Pankow, w dzielnicy Prenzlauer Berg. Wzniesione w latach 1928–1930 według projektu Brunona Tauta i Franza Hillingera.
W lipcu 2008 osiedle im. Carla Legiena wraz z pięcioma innymi modernistycznymi zespołami mieszkaniowymi Berlina zostało wpisane na listę dziedzictwa kulturowego UNESCO.

## Historia
Osiedle im. Carla Liegena powstało w trakcie przebudowy północnej części Prenzlauer Berg na przełomie lat 20. i 30. XX wieku. Po zastoju budowlanym spowodowanym I wojną światową nowy program budownictwa mieszkaniowego Republiki Weimarskiej zaowocował powstaniem wielu nowych osiedli. W dzielnicy Prenzlauer Berg oprócz osiedla Liegena wzniesiono również osiedle spółdzielni mieszkaniowej GEHAG.
Osiedle Liegena zostało zaprojektowane w 1925 przez ówczesnego kierownika biura projektowego spółdzielni mieszkaniowej GEHAG, Franza Hiligera. Projekt zakładał budowę 1145 jedno- do trzypokojowych mieszkań na powierzchni 8,4 ha. Wzorem dla Hillingera było powstałe w latach 1920–1921 osiedle rotterdamskie Tusschendijken według planów holenderskiego architekta J.J.P. Ouda, z którym bliskie kontakty utrzymywał drugi z budowniczych Bruno Taut.
Taut i Hilliger zaprojektowali osiedle składające się z sześciu podłużnych cztero- i pięciopiętrowych bloków w formie litery U, zgrupowanych wokół zielonych dziedzińców wewnętrznych. Bloki od strony ulicy otrzymały ciepłą żółtą elewację, co optycznie poszerzyło ulice.
W latach 1990–2004 przeprowadzono gruntowną renowację kompleksu. Obecnie (2008) osiedle objęte jest ochroną zabytków, a w lipcu 2008 zostało wpisane wraz z pięcioma innymi modernistycznymi zespołami mieszkalnymi Berlina na listę dziedzictwa kulturowego UNESCO.

## Galeria

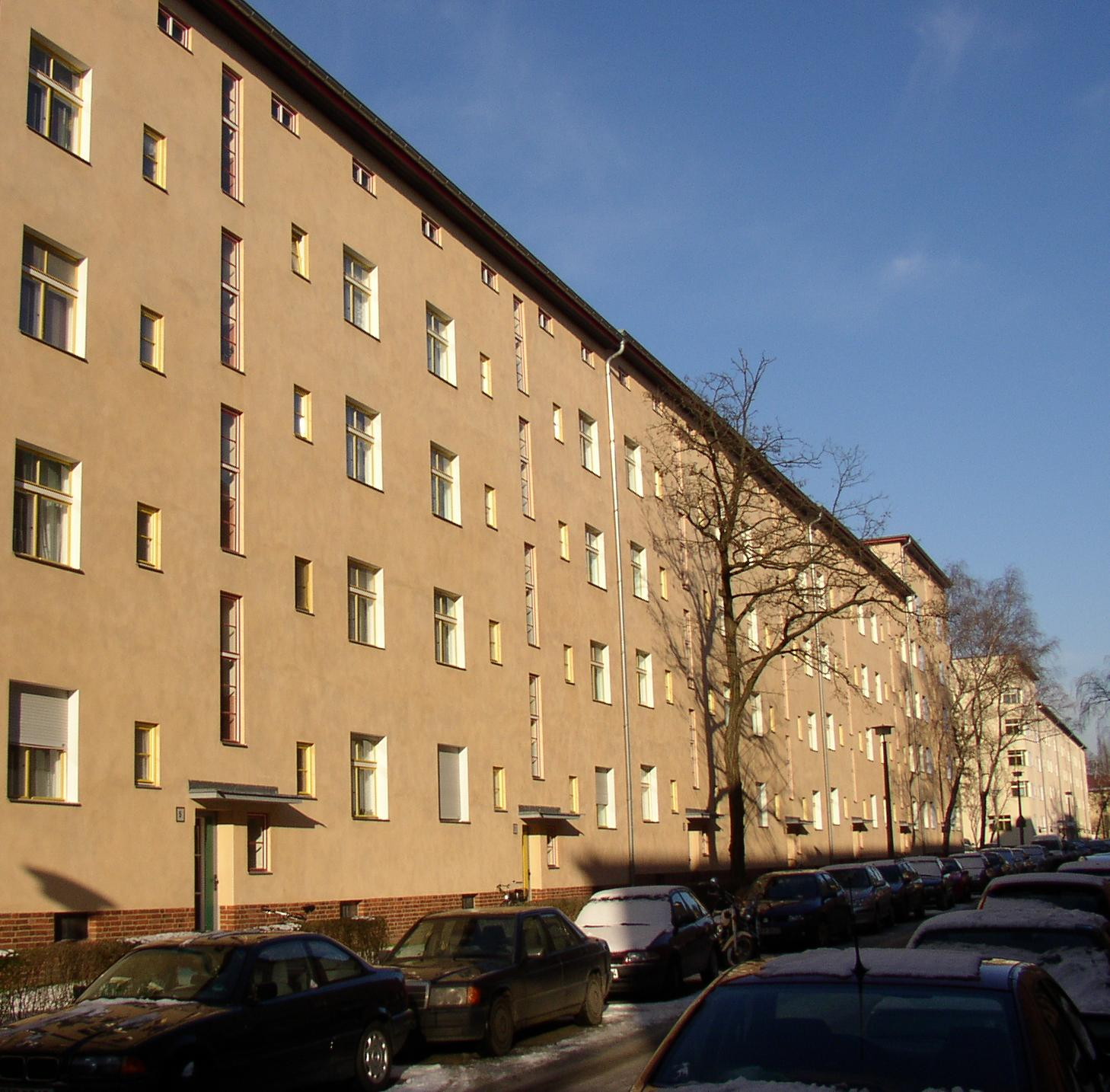
Budynki przy Sodtkestr. 5
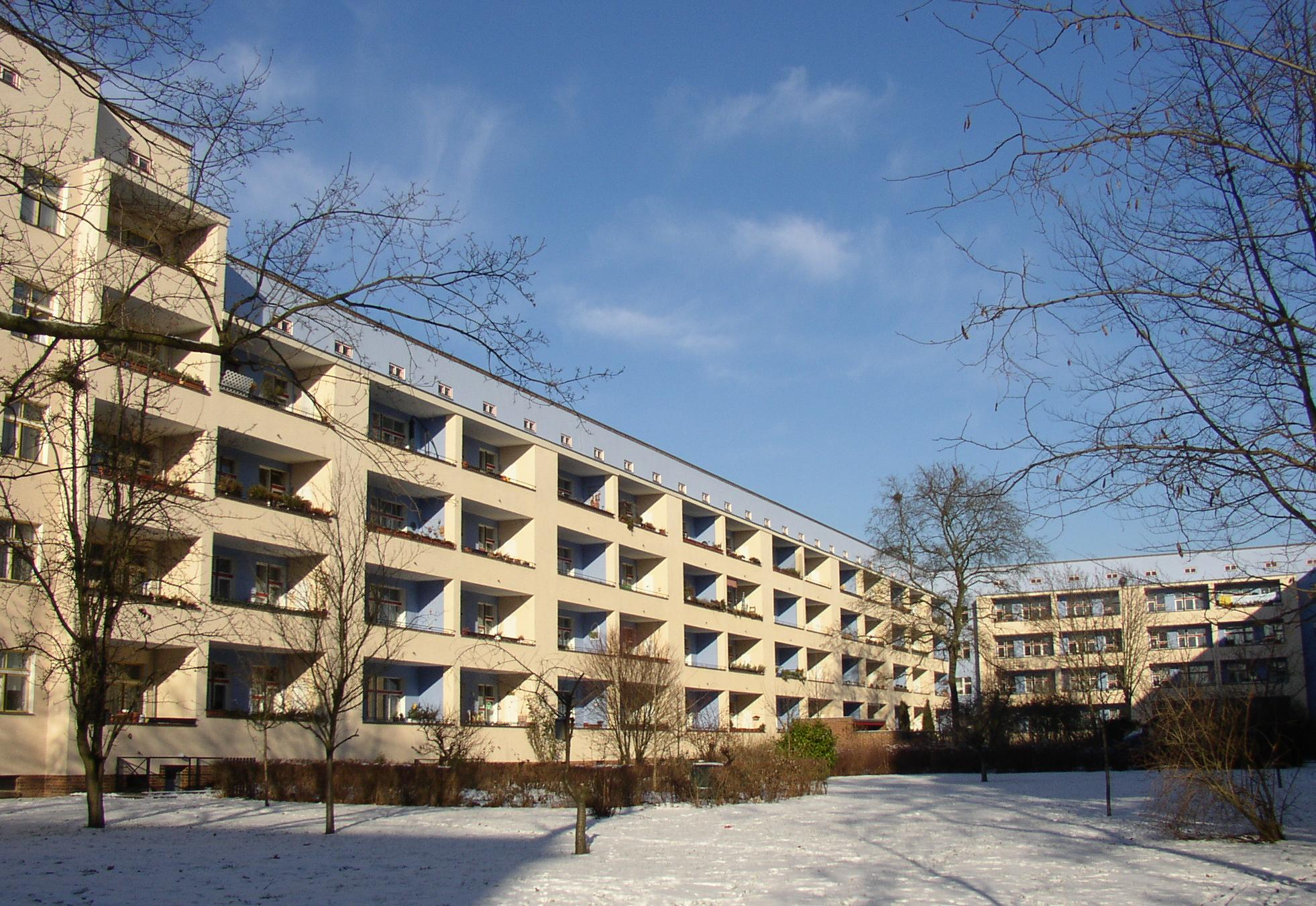
Budynki przy Trachtenbrodtstr. 26
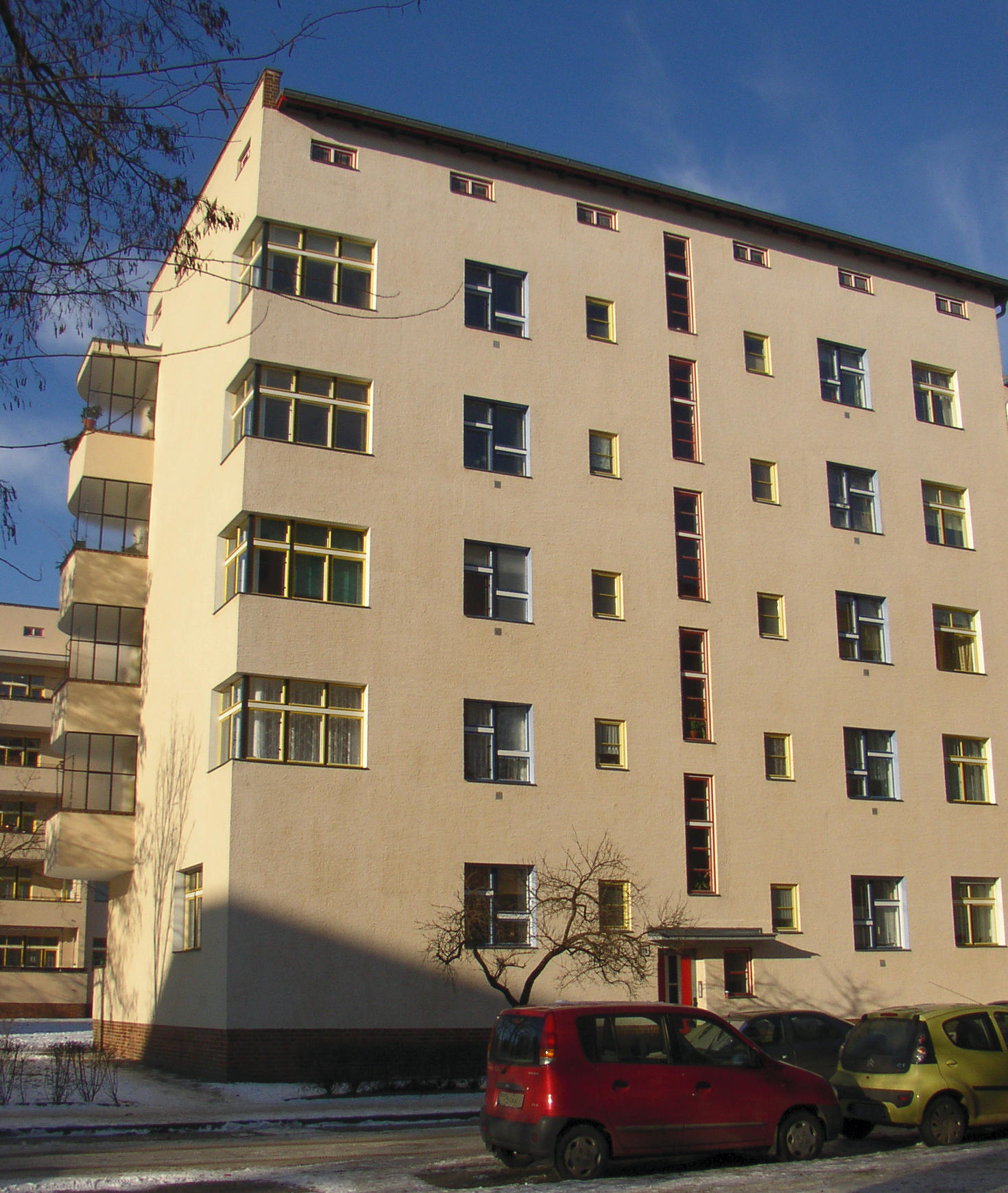
Budynki przy Sodtkestr. 19
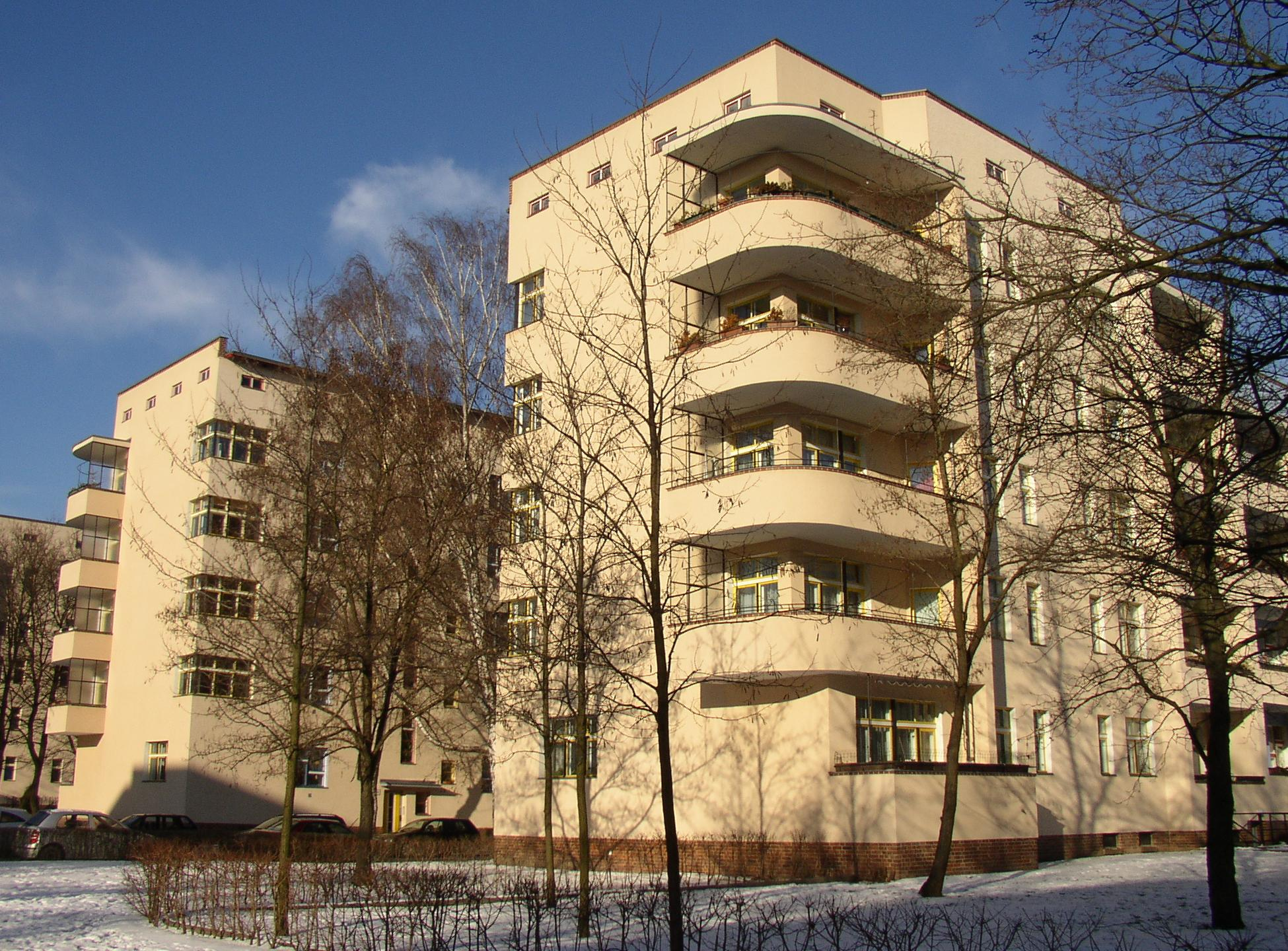
Budynki przy Trachtenbrodtstr. 20
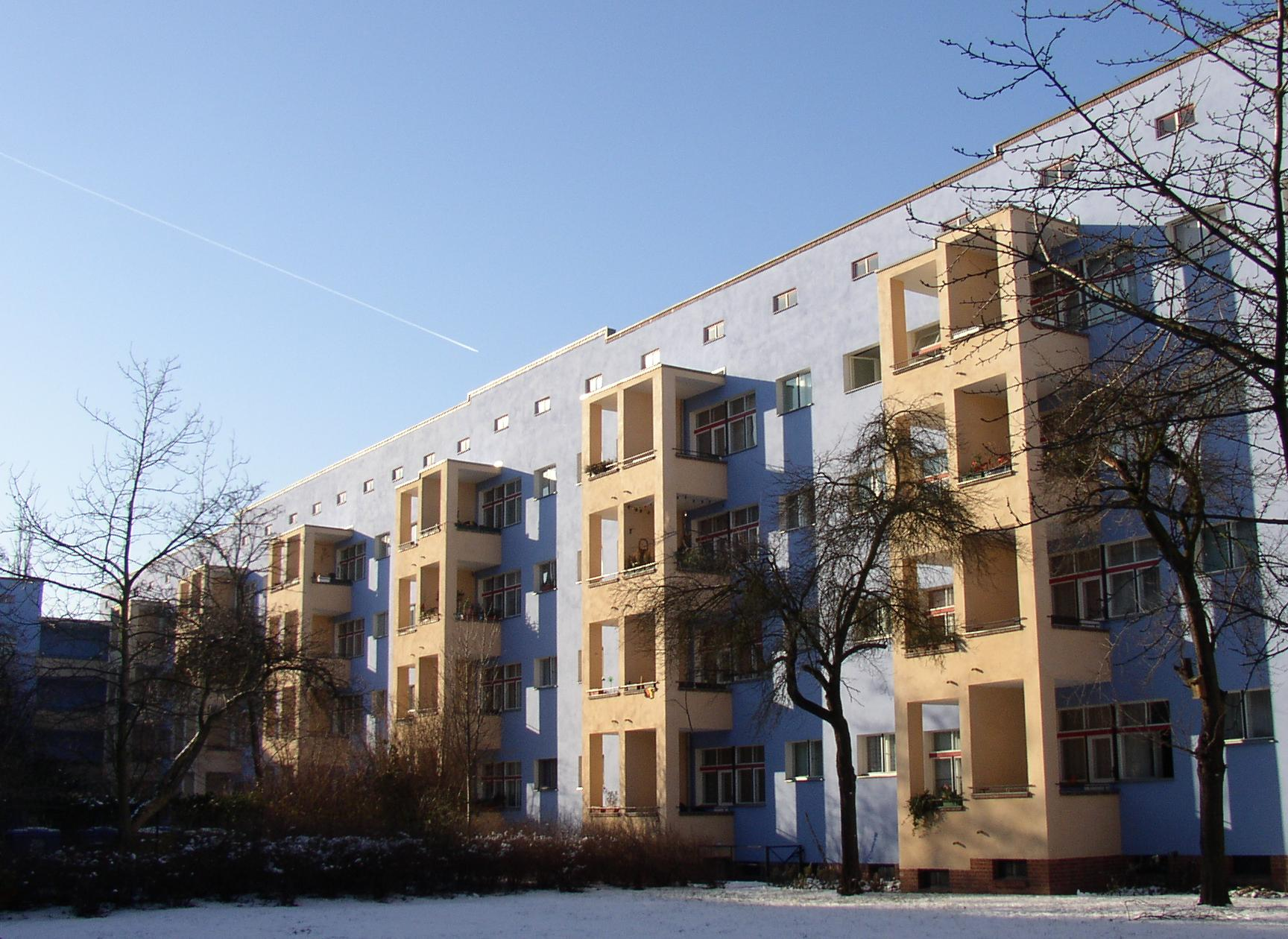
Budynki przy Trachtenbrodtstr. 10

## Nazwa osiedla
Osiedle zostało nazwane na cześć niemieckiego przywódcy związków zawodowych Carla Legiena. Legien wraz z Hugo Stinnesem był głównym twórcą porozumienia, później ochrzczonego od ich nazwisk Porozumieniem Stinnesa i Legiena (niem. Stinnes-Legien-Abkommen), w którym po raz pierwszy w Niemczech oficjalnie uznano pełną wolność tworzenia i działania związków zawodowych, potwierdzoną następnie w Konstytucji Republiki Weimarskiej, oraz wprowadzono ośmiogodzinny dzień pracy.